# ولاسینا رید
ولاسینا رید (به صربی: Vlasina Rid) یک منطقهٔ مسکونی در صربستان است که در سوردولیکا واقع شده‌است. ولاسینا رید ۲۷۶ نفر جمعیت دارد.